# Ан (чжуинь)

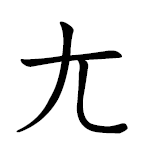

Ан — одна из букв китайского алфавита чжуинь. «Ан» используется как финаль (кит.韵母 — иньму), но может выступать и самостоятельно. В комбинации с медиалью «и» образует финаль «-ян» (ㄧㄤ). Омоглиф иероглифического ключа ванбу (саньхуа) (43 ключ).
«Ан» участвует в образовании 32-х слогов:
| ㄤ — ан       | ㄓㄤ — чжан    | ㄔㄤ — чан    | ㄐㄧㄤ — цзян |
| ㄑㄧㄤ — цян  | ㄓㄨㄤ — чжуан | ㄔㄨㄤ — чуан | ㄈㄤ — фан    |
| ㄏㄤ — хан    | ㄒㄧㄤ — сян   | ㄏㄨㄤ — хуан | ㄖㄤ — жан    |
| ㄍㄤ — ган    | ㄎㄤ — кан     | ㄍㄨㄤ — гуан | ㄎㄨㄤ — куан |
| ㄌㄤ — лан    | ㄇㄤ — ман     | ㄋㄤ — нан    | ㄋㄧㄤ — нян  |
| ㄅㄤ — бан    | ㄆㄤ — пан     | ㄙㄤ — сан    | ㄕㄤ — шан    |
| ㄕㄨㄤ — шуан | ㄉㄤ — дан     | ㄊㄤ — тан    | ㄉㄧㄤ — дян  |
| ㄗㄤ — цзан   | ㄘㄤ — цан     | ㄨㄤ — ван    | ㄧㄤ — ян     |